# NN-23
La carretera NN‑23 es una vía carretera vecinal del departamento de Nueva Segovia, Nicaragua. Con una longitud aproximada de **96,84 km**, conecta el empalme en La Florida con la cabecera municipal de Jalapa, pasando por zonas rurales y pequeñas comunidades del departamento.

## Trazado y cruces
La siguiente tabla muestra el tramo principal de la ruta NN‑23, con localidades relevantes y su conexión:
| km    | Localidad / Punto     | Departamento  | Conexión / Ruta |
| ----- | --------------------- | ------------- | --------------- |
| 0,00  | La Florida (Empalme)  | Nueva Segovia | NIC 29          |
| …     | (pueblos intermedios) | Nueva Segovia | —               |
| 96,84 | Jalapa                | Nueva Segovia | Fin de la ruta  |